# رود آتوئل
 رود آتوئل  رودخانه‌ای در حنوب استان مندوسای آرژانتین است .

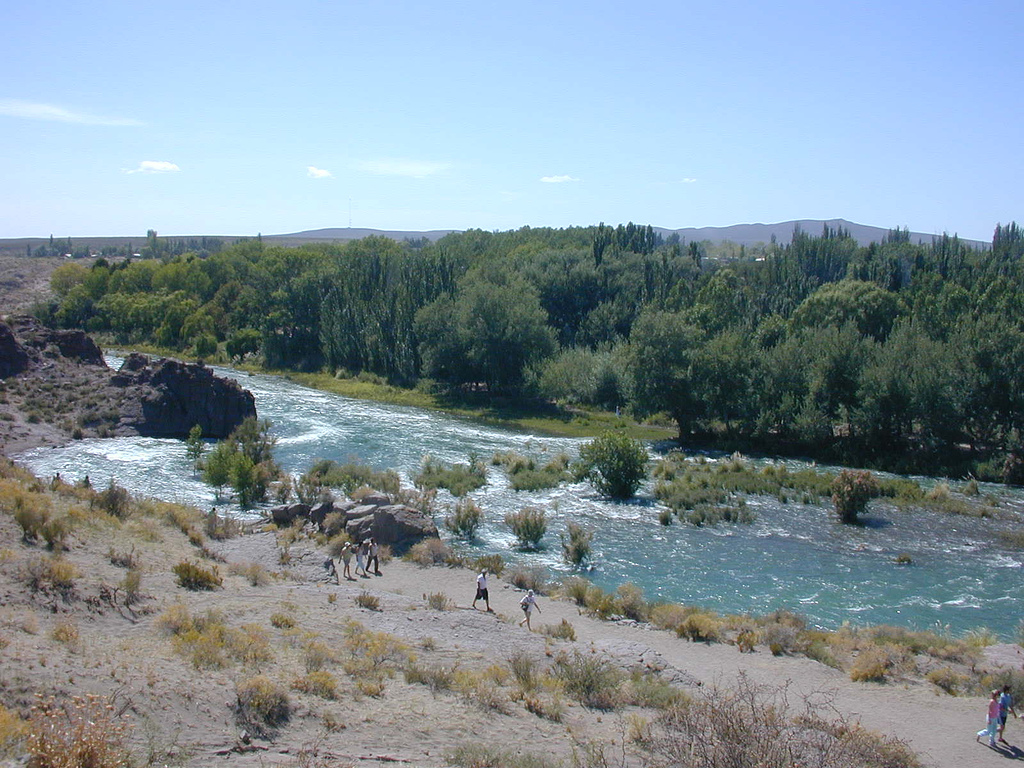

طویل‌ترین رودخانه استان، دارای جریان متوسط ۳۱٫۸ مترمکعب بر ثانیه و حوضه‌ای به مساحت ۱۳۰۰۰ کیلومتر مربع می‌باشد . سرچشمه این رود، دریاچه آتوئل است که با ذوب توده‌های برفی در ارتفاعات آند ( به ارتفاع ۳۲۵۰ متر ) به وجود می‌آید. این رود بین ماه‌های نوامبر تا مارس ( حوالی فصل تابستان ) به بیشترین مقدار خود می رسد .
آتوئل از جنوب غربی وارد شهر سان رافائل می‌شود و پس از آن، ذخیره آبی به مساحت ۹۶ کیلومتر مربع در پشت سد ال نیئوئیل پدید می‌آورد . سپس با ورود به دره‌ای تنگ (تنگه آتوئل) به درازای ۶۰ کیلومتر، و ایجاد تنداب‌هایی در این مکان، ارتفاع رود از سطح دریا از ۱۲۵۰ متر به ۷۰۰ متر می رسد . . از این تنداب‌ها در مسابقات قایقرانی – کانویینگ – استفاده می‌شود . تنگه آتوئل از جاذبه‌های جهانگردی با امکانات رفاهی می‌باشد .
آتوئل در ادامه مسیر خود، پس از پیچ و خمی به رود دساگوادرو می ریزد .